# Siddhartha (film, 1972)
Pour les articles homonymes, voir Siddhartha.
Pour plus de détails, voir Fiche technique et Distribution.
Siddhartha est un film indo-américain réalisé par Conrad Rooks, sorti en 1972. Il se base sur le roman portant le même titre de Hermann Hesse, paru en 1922.

## Synopsis
La quête spirituelle d'un jeune homme du nom de Siddhartha, (qu'on ne confondra pas avec Siddhartha Gautama, le Bouddha historique).

## Fiche technique
- Titre : Siddhartha
- Réalisation : Conrad Rooks
- Scénario : Conrad Rooks, Natacha Ullman, Paul Mayersberg d'après le roman Siddhartha de Hermann Hesse
- Musique : Hemanta Mukherjee
- Photographie : Sven Nykvist
- Montage : Willy Kemplen
- Production : Conrad Rooks
- Société de production : Lotus Films
- Société de distribution : Columbia Pictures (États-Unis)
- Pays de production :  États-Unis et  Inde
- Genre : Drame et biopic
- Durée : 89 minutes
- Dates de sortie : 
  - Italie : août 1972 (Mostra de Venise)
  - France : 18 juillet 1973 (New York)

## Distribution
- Shashi Kapoor : Siddhartha
- Simi Garewal : Kamala
- Romesh Sharma : Govinda
- Pinchoo Kapoor : Kamaswami
- Zul Vellani : Vasudeva
- Amrik Singh : le père
- Kunal Kapoor : le fils
- Shanti Hiranand : la mère

## Accueil
Le film a reçu un accueil favorable de la critique. Il obtient un score moyen de 80 % sur Metacritic.